# Glaciomarien

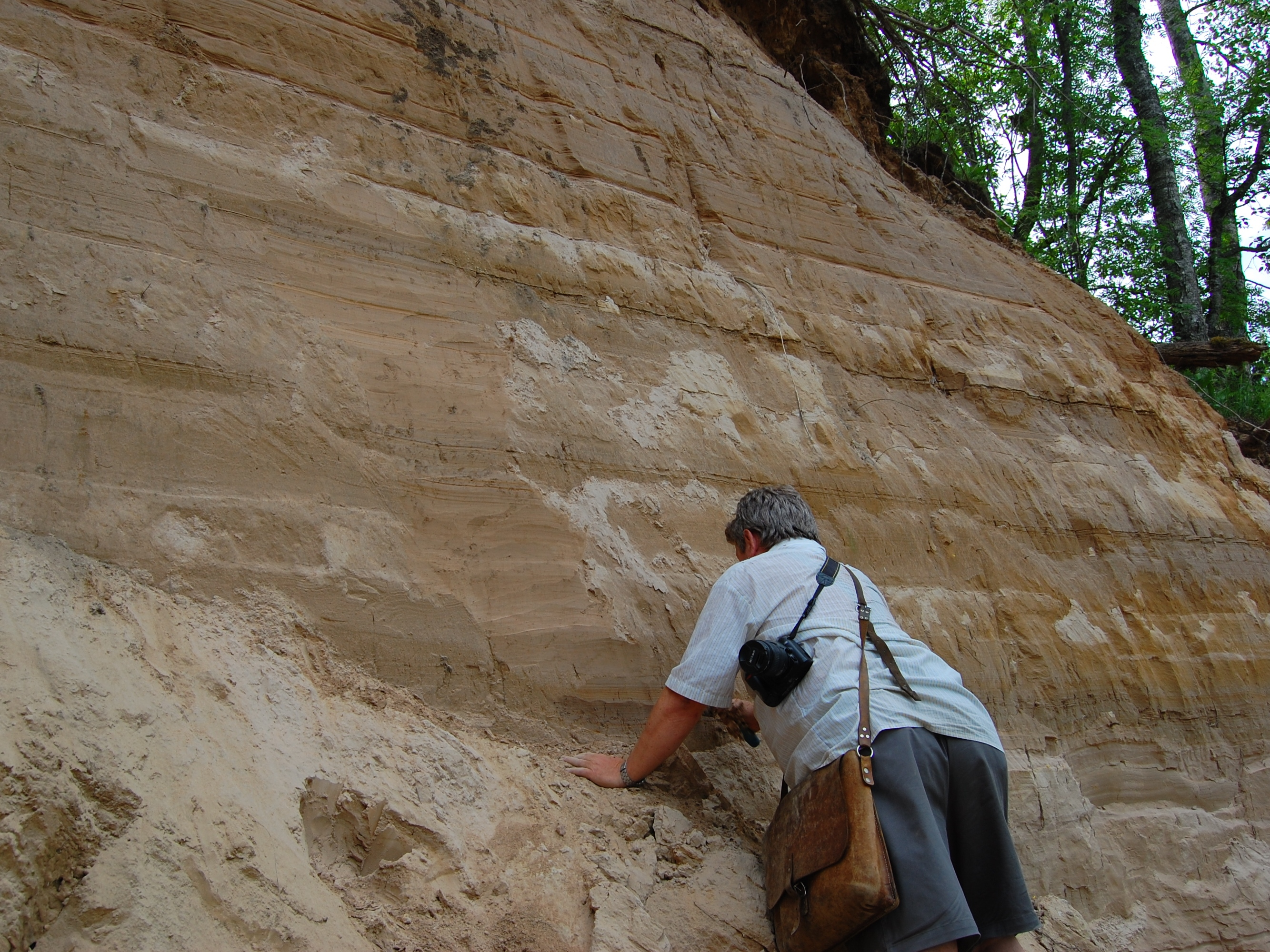
Glaciomarien sediment uit het vroege Holoceen in Dalarna, Zweden. De afzonderlijke lagen in het sediment zijn varven.

Glaciomarien is een term uit de sedimentologie en de glaciologie, om een bepaald afzettingsmilieu te benoemen. Een glaciomarien afzettingsmilieu bevindt zich in zee, maar staat sterk onder invloed van ijs. Hierbij kan het gaan om ijs op het vasteland (zoals ijskappen), of ijs op zee (bijvoorbeeld ijsbergen).

## Sediment
Glaciomarien sediment kan onder andere bestaan uit turbidieten of ice rafted debris (materiaal dat met ijsbergen is meegevoerd). In het geval van turbidieten kan het lastig zijn onderscheid te maken tussen glaciomariene turbidieten en 'gewone' mariene turbidieten. Het voorkomen van dropstones is vaak typerend voor glaciomariene afzettingen.
IJstijden uit verre geologische verleden (zoals het Proterozoïcum) worden vaak herkend aan de aanwezigheid van glaciomariene afzettingen in het geologisch archief. Glaciomariene afzettingen hebben namelijk een grotere kans om over langere tijdschalen bewaard te blijven dan terrestrische glaciale afzettingen.

## Landvormen
Er wordt ook wel gesproken over glaciomariene landvormen, hiermee worden landvormen bedoeld die in zee zijn ontstaat als gevolg van glaciale processen. Soms zijn zulke landvormen inmiddels aan het aardoppervlak te zien, als gevolg van postglaciale opheffing.